# کیوهی یومیساکی
کیوهی یومیساکی (انگلیسی: Kyohei Yumisaki؛ زادهٔ ۳۰ اکتبر ۱۹۹۲) بازیکن فوتبال اهل ژاپن است.